# Caso Tio Paulo
O caso Tio Paulo refere-se ao evento ocorrido em 16 de abril de 2024, no qual Érika Souza Vieira Nunes levou o cadáver de Paulo Roberto Braga (Rio de Janeiro, 29 de fevereiro de 1956 – Rio de Janeiro, 16 de abril de 2024) a uma agência bancária na intenção de retirar um empréstimo de dezessete mil reais em nome do falecido, cujo contrato havia sido aprovado no dia 25 de março.
O incidente transcorreu em uma sede do Itaú Unibanco, localizada no bairro de Bangu, na cidade do Rio de Janeiro. Durante a interação na agência, uma das funcionárias registrou o atendimento em vídeo, e o Serviço de Atendimento Móvel de Urgência (SAMU) foi chamado, confirmando o óbito de Paulo. Por sua vez, Érika foi detida em flagrante e formalmente acusada de tentativa de furto mediante fraude e vilipêndio de cadáver.

## A vítima
Paulo Roberto Braga (Rio de Janeiro, 29 de fevereiro de 1956 – Rio de Janeiro, 16 de abril de 2024) era aposentado e tinha 68 anos. Morava no bairro da Vila Aliança e era alcoólatra, segundo uma irmã de Érika Vieira. Nos últimos anos de vida, Paulo obtinha renda consertando gaiolas. Paulo Roberto nunca se casou e nunca teve filhos. Em 2024, Paulo sofreu de problemas respiratórios relacionados a uma pneumonia. Depois de uma semana internado em decorrência de uma pneumonia, teve alta hospitalar e saiu da unidade de tratamento com a parente Érika Vieira.

## Incidente
No dia 16 de abril de 2024, Érika levou Paulo ao centro comercial Real, localizado no bairro de Bangu, na cidade do Rio de Janeiro, utilizando um serviço de transporte por aplicativo. Ao chegarem ao estacionamento, um conhecido de Paulo ajudou-o a sair do veículo, enquanto Érika recusou a assistência de um casal que passava pelo local. Antes de entrarem na agência bancária, ela circulou pelo centro comercial com o idoso, permanecendo aproximadamente quatro minutos em uma cafeteria.
Dentro da agência bancária, as funcionárias suspeitaram do estado de Paulo e começaram a gravar a interação, o que resultou na divulgação do incidente. No vídeo, Érika tenta manter a cabeça de Paulo erguida enquanto o instrui a assinar os documentos necessários para a obtenção de um empréstimo de dezessete mil reais, que havia sido previamente aprovado em 25 de março. O SAMU e as autoridades policiais foram chamados. A morte de Paulo foi confirmada, e Érika foi detida em flagrante por tentativa de furto mediante fraude e vilipêndio de cadáver.

## Envolvidos
O incidente envolveu principalmente duas pessoas. O idoso falecido era Paulo Roberto Braga, um motorista de ônibus de 68 anos. De acordo com familiares de Paulo, sua saúde deteriorou-se devido a complicações decorrentes do consumo excessivo de álcool, resultando até na perda parcial de sua mobilidade. Inclusive, esteve hospitalizado na unidade de saúde entre os dias 8 e 15 de abril devido a uma pneumonia, sendo liberado pela equipe médica na véspera do incidente ocorrido na agência bancária. Ele morava na casa de Érika, a mulher responsável por levar seu corpo até a agência, e nos últimos dias de sua vida, acabou se instalando na garagem da residência devido à sua falta de mobilidade, que o impedia de subir as escadas até seu quarto.
Érika, por sua vez, prima de Paulo, tinha um histórico de problemas psiquiátricos, que incluíam depressão, pensamentos suicidas e alucinações auditivas. Além disso, ela era dependente de sedativos, a ponto de ter sido recomendada sua internação por um psiquiatra em 2022.

## Investigação
Inicialmente, um dos médicos do SAMU constatou que Paulo estava morto há pelo menos duas horas, pois o corpo apresentava livores, manchas de sangue que geralmente surgem após esse período pós-morte. O exame do Instituto Médico Legal concluiu que ele faleceu devido à broncoaspiração de conteúdo estomacal e falência cardíaca, contudo, não determinou o horário exato do óbito, sugerindo um intervalo entre 11h30 e 14h30.
No próprio dia do incidente, a polícia civil decretou a prisão em flagrante de Érika, posteriormente convertida em preventiva em 18 de abril. Em depoimentos, testemunhas afirmaram que Paulo estava vivo no momento em que entrou no carro de aplicativo para ir até o centro comercial. No dia 2 de maio, ela foi liberada do presídio e tornou-se ré pelos crimes de tentativa de estelionato e vilipêndio de cadáver.

## Repercussão
No dia 16 de abril, os meios de comunicação começaram a noticiar um vídeo que repercutiu nas redes sociais. Em pouco tempo, o incidente alcançou repercussão global, sendo divulgado em países como Alemanha, Argentina, Austrália, Estados Unidos, França e Portugal.
O incidente suscitou alguns debates na sociedade brasileira. Escrevendo para a Folha de S.Paulo, a economista Deborah Bizarria expõe a vulnerabilidade dos idosos a fraudes e estelionatos. O estado de saúde e as condições financeiras de Érika foram abordados em comparações feitas com outro caso que ocorreu paralelamente: o de Fernando Sastre de Andrade Filho, que esteve envolvido em um acidente de trânsito que vitimou um motorista de aplicativo.
Entretanto, a maneira humorada como o incidente repercutiu nas redes sociais foi o tema que mais provocou reações. Algumas dessas piadas fazem referência ao filme Weekend at Bernie's, chamado no Brasil de Um Morto Muito Louco, onde dois amigos manipulam o cadáver de seu chefe com o objetivo de convencer os outros de que ele ainda está vivo. Imagens de produtos, como bonecos Funko (criado por inteligência articial), com a imagem de Paulo, também foram compartilhadas. Na televisão, o ator Fábio Porchat foi criticado por reproduzir a cena do incidente com a ajuda de uma mulher da plateia.
Escrevendo para a Agência Lupa, Victor Terra criticou como as reações iniciais de espanto rapidamente se transformaram em piadas, e como o cuidado com a preservação da dignidade de Paulo, implementado pelos meios de comunicação, foi facilmente contornado pelos usuários das redes sociais.